# Hyper (magazin)
A Hyper egy ausztrál multi-platform videójáték magazin. 1993-ban alapították; ezzel Ausztrália leghosszabb ideig futó játékokkal foglalkozó újságává vált.
A Hyper-t és testvér lapját; a PC PowerPlay-t a Next Media adja ki.

## Története
A Hyper-t 1993-ban alapította a Next Media és Stuart Clarke-ot nevezte ki a szerkesztőjévé. Clarke előtte a Megazone-nál; egy multi-platform magazinnál dolgozott. Amikor Clarke kilépett a Megazone-ból akkor az megszűnt, és Phil Keir a Next Media kiadótól felkérte, hogy legyen egy új multi-platform videójátékos újság szerkesztője. Clarke így emlékezik vissza erre a Hyper századik lapszámában:

„Pont amikor elkezdtem pihenni Phil Keir, a Next Media tulajdonosa és a Rolling Stone kiadója megcsörgett egyik éjszaka, hogy feltegyen néhány kérdést. Mielőtt megtudtam, hogy meg fog kérni egy teljesen új játékos magazin létrehozására – amit én alkottam és irányítottam teljesen! Szóval néhány nanomásodperc gondolkodás után azt mondtam: „Öö, legyen hát”. Az egyik első döntésem az volt, hogy egy teljesen multi-formátumú lap lesz, ami az összes platform legjobb játékait bemutatja”- Stuart Clarke, 2002 február a Hyper századik lapszáma.

Az első lapszámot két hónapon belül készítette el Stuart Clarke szerkesztő, Andrew Humphreys helyettes szerkesztő és Aaron Rogers művészeti vezető.

## Tulajdonságok
Az összes jelenlegi videójáték rendszer és azokra megjelent játékokon kívül az újság még animékkel, DVD filmekkel, arcade és klasszikus játékokkal is foglalkozik, valamint interjúk és egyéb videójátékokhoz kapcsolódó tartalmak is megjelennek az újság hasábjain.
Az újság weboldalán 1996 óta szerepel egy fórum is.

## Szerkesztők
Stuart Clarke (1993–1996)
Dan Toose (1997–1999) – jelenleg a Creative Assembly-nél dolgozik játéktervezői állásban
Eliot Fish (1999–2004) – jelenleg a Good Game-nél dolgozik
Cam Shea (2005–2007) – jelenleg az ausztrál IGN-nél munkálkodik
Daniel Wilks – (2007–2010) – 2010 szeptemberéig az Official Nintendo Magazine szerkesztője volt
Anthony Fordham – (2010-) a PC Powerplay-nél is szerkeszt

## Helyettes szerkesztők
Andrew Humphreys – jelenleg íróként tevékenykedik

Ben Mansill – a Byteside társalapítója

Maurice Branscombe – jelenleg a Good Game producere

Darren Wells – jelenleg az ausztrál Official Nintendo Magazine szerkesztője

## Egyéb szerkesztők
A magazin szerkesztői közé tartozik még: Dylan Burns, James „Jickle” O'Connor, Dan Staines, Eleanor Eiffe, Alan Moore, Tracey Lien, Glen Downey, Daniel Findlay, Dirk Watch, Rico Suavez, Mikolai, Bennett Ring és Yuri Spadeface.

## Külső hivatkozások
- A Hyper a Next Media weblapján (angolul)
- A Hyper weblapja Archiválva 2014. július 8-i dátummal a Wayback Machine-ben (angolul)